# Örebro Volley
Örebro Volley är en svensk volleybollklubb för damer som spelar i Elitserien. Elitlaget spelar sina hemmamatcher i Idrottshuset, Örebro. Klubben  bildades genom att KFUM Örebro:s volleybolldel blev en egen förening (KFUM har spelat volleyboll sedan 1966). KFUM och Örebro Volley håller ett nära samarbete på flera områden. 
Örebro Volley och föregångare har sedan mitten av 1990-talet varit ett av Nordens mest framgångsrika volleyboll-lag med 11 SM-guld och 8 Grand Prix vinster, där det senaste av bägge kom säsongen 2023/2024 (de första åtta gulden vann laget som KFUM Örebro). De ligger trea i Elitseriens maratontabell.